# Rolf Sonderkamp
Rolf Sonderkamp (* 1952 in Herten) ist ein deutscher Sachbuchautor.

## Leben
Sonderkamp hat Betriebswirtschaftslehre an der Fachhochschule Dortmund und Wirtschaftswissenschaft an der Leibniz Universität Hannover studiert und war danach in mehreren Unternehmen in leitender Position im Bereich Kommunikation tätig. Er ist Autor bzw. Koautor mehrerer nordrhein-westfälischer Wanderführer. In seiner Freizeit engagiert er sich für den Naturpark Hohe Mark-Westmünsterland.

## Publikationen
- Auf krummen Touren durchs Münsterland. (Mit Bruno Oelmann). Klartext Verlag, Essen 2011, ISBN 978-3-8375-0502-3
- Auf krummen Touren durchs Revier. Der Wanderführer Ruhrgebiet. Klartext Verlag, Essen 2010, ISBN 978-3-8375-0364-7
- Auf krummen Touren zwischen Wesel und Datteln. Der Wanderführer Naturpark Hohe Mark. (Mit Bruno Oelmann). Klartext Verlag, Essen 2010, ISBN 978-3-8375-0320-3
- Auf krummen Touren durch die Mark. Der Hohe-Mark-Führer. (Mit Bruno Oelmann), Klartext Verlag, Essen 2009, ISBN 978-3-8375-0118-6
- Auf krummen Touren durch die Haard. Der Haard-Führer. (Mit Bruno Oelmann), Klartext Verlag, Essen 2008, ISBN 978-3-89861-996-7

| Personendaten    | Personendaten           |
| ---------------- | ----------------------- |
| NAME             | Sonderkamp, Rolf        |
| KURZBESCHREIBUNG | deutscher Sachbuchautor |
| GEBURTSDATUM     | 1952                    |
| GEBURTSORT       | Herten                  |